# Anton Handlirsch
Anton Handlirsch (20 janvier 1865 à Vienne - 28 août 1935 dans cette même ville) est un entomologiste autrichien.

## Biographie
Pharmacien de formation, il devient assistant au sein du département d’entomologie du muséum de Vienne en 1892, puis directeur de ce département en 1922, fonction qu’il conserve jusqu’à son départ à la retraite.
Il se spécialise dans les hyménoptères et les hémiptères, ses travaux portent sur l’évolution des insectes. Son œuvre principale, qui paraît entre 1906 et 1908, portant sur les fossiles d’insectes est fondatrice de la paléoentomologie. L’université de Graz lui décerne un titre de docteur honoris causa et il est membre de l’Académie des sciences de Vienne.

## Hommages
L'espèce Pseudophoxinus handlirschi (un poisson de la famille des Cyprinidae) a été nommée en son honneur par Pietschmann en 1933.

## Source
- Guido Nonveiller, 1999 : The Pioneers of the Research on the Insects of Dalmatia. Croatian Natural History Museum, p. 1-390.